# 아만자
《아만자》는 2020년 9월 1일부터 2020년 11월 3일까지 방송된 카카오TV 오리지널 드라마이며, 동명의 웹툰을 원작으로 한다.

## 개요
말기암 선고를 받은 청년이 고통스러운 투병의 현실과 흥미진진한 모험이 펼쳐지는 꿈의 세계를 오가며 삶의 의미를 찾아가는 휴먼 판타지

## 등장 인물

### 주요 인물
- 지수 : 박동명 역
- 이설 : 민정 역
- 오현경 : 엄마 역
- 유승목 : 아빠 역
- 이종원 : 박동연 역

### 그 외 인물
- 강운 : 김강운(진료실의사)역
- 신주환 : 태환 역
- 최병윤 : 용민 역
- 박형수 :형주 역
- 박세준 : 철규 역
- 김예은 : 지선 역

## 회차별 제목
| 2020년 | 2020년    | 2020년                                        | 2020년                 |
| 회차   | 방송일    | 부제                                          | 비고                   |
| ------ | --------- | --------------------------------------------- | ---------------------- |
| 1      | 9월 1일   | 나는 오늘 갑자기 암 환자가 되었다             |                        |
| 2      | 9월 8일   | 첫 항암치료와 함께 새로운 모험이 시작되었다   |                        |
| 3      | 9월 15일  | 27살 암환자의 생일 파티, 그리고 아버지의 마음 |                        |
| 4      | 9월 22일  | 자꾸 머리카락이 빠진다                        |                        |
| 5      | 9월 29일  | 결국 나만 남게 되겠지만                       |                        |
| 6      | 10월 6일  | 엄마, 나 집에 가고 싶어                       |                        |
| 7      | 10월 13일 | 아직 하고 싶은 것도, 가고 싶은 곳도 많은데    |                        |
| 8      | 10월 20일 | 나 왜 죽어야 해?                              |                        |
| 9      | 10월 27일 | 후회 없는 삶은 없지만, 의미 없는 삶도 없다    |                        |
| 10     | 11월 3일  | 아만자의 특별한 모험                          | 애니메이션 스페셜 영상 |

## OST
다음은 오리지널 사운드트랙(OST) 싱글 앨범에 포함된 곡들이며, 정렬기준은 출시 순입니다.

### Part.1
| #            | 제목                | 작사             | 작곡         | 재생 시간 |
| ------------ | ------------------- | ---------------- | ------------ | --------- |
| 1.           | 〈Memory〉 (설호승) | 선우정아, 조성태 | 조성태       | 4:21      |
| 총 재생 시간 | 총 재생 시간        | 총 재생 시간     | 총 재생 시간 | 4:21      |

### Part.2
| #            | 제목                      | 작사         | 작곡         | 재생 시간 |
| ------------ | ------------------------- | ------------ | ------------ | --------- |
| 1.           | 〈Running Time〉 (일레인) | 선우정아     | 선우정아     | 4:17      |
| 총 재생 시간 | 총 재생 시간              | 총 재생 시간 | 총 재생 시간 | 4:17      |